# Mälarhöjden (tunnelbanestation)
Mälarhöjden är en station längs Stockholms tunnelbana. Den trafikeras av röda linjen (Tub 2) och ligger mellan stationerna Axelsberg och Bredäng.

## Allmänt
Stationen ligger vid Hägerstensvägen och Slättgårdsvägen. Avståndet till station Slussen är 7,5 kilometer. Den invigdes den 16 maj 1965 vid den första utbyggnaden av den ett år tidigare invigda tunnelbanan mot Norsborg. Plattformen ligger i en bergtunnel 10–34 meter under marken. Stationens enda entré ligger vid korsningen Hägerstensvägen/Slättgårdsvägen. När du kommer från centrala Stockholm är utgången längst bak i tågsättet.
Den konstnärliga utsmyckning består av målade emaljplåtar, Ebb och flod av Margareta Carlstedt. Konstverket är 190 meter långt och invigdes i samband med stationens öppnande 1965.

## Fotogalleri

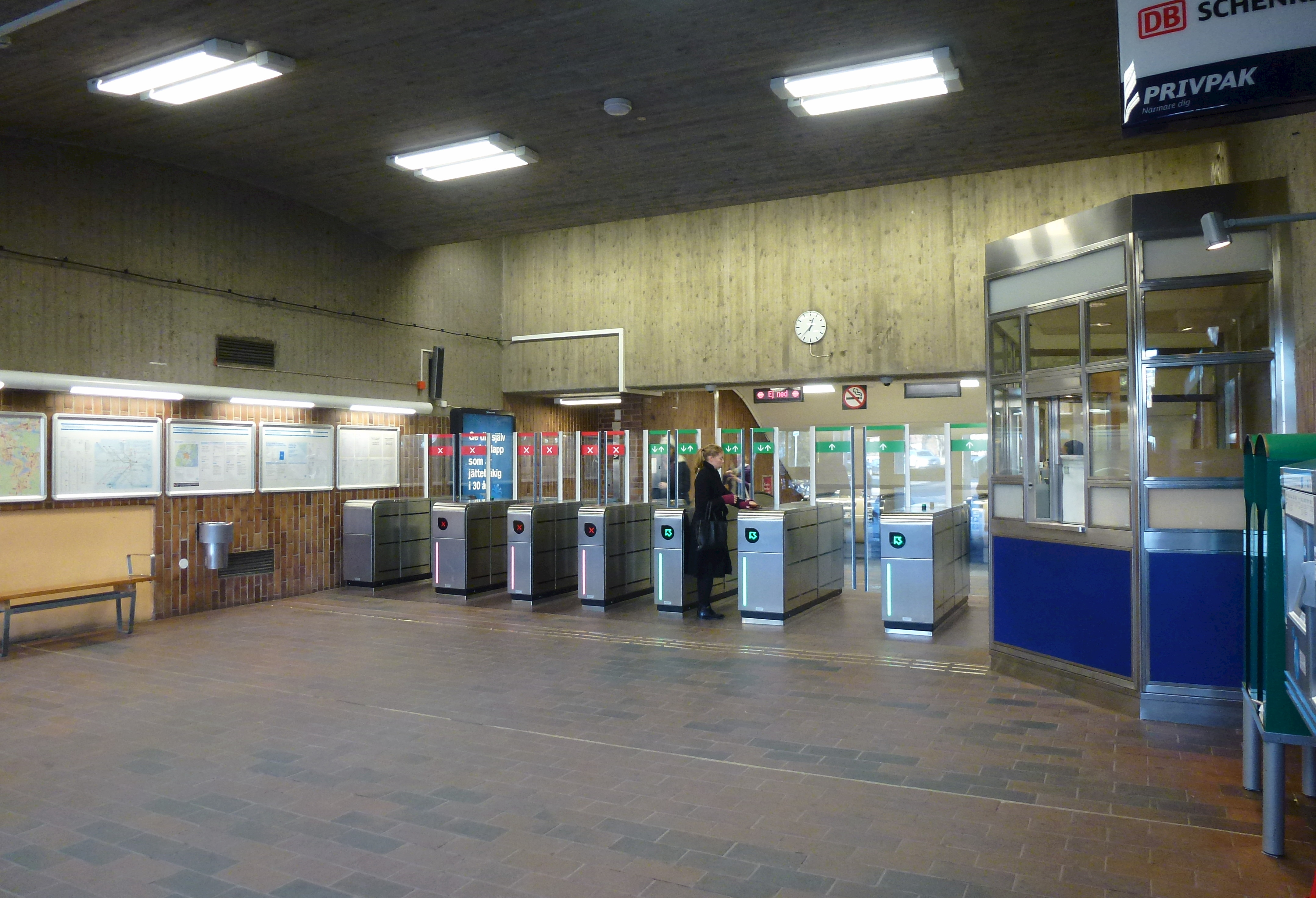
Biljetthallen
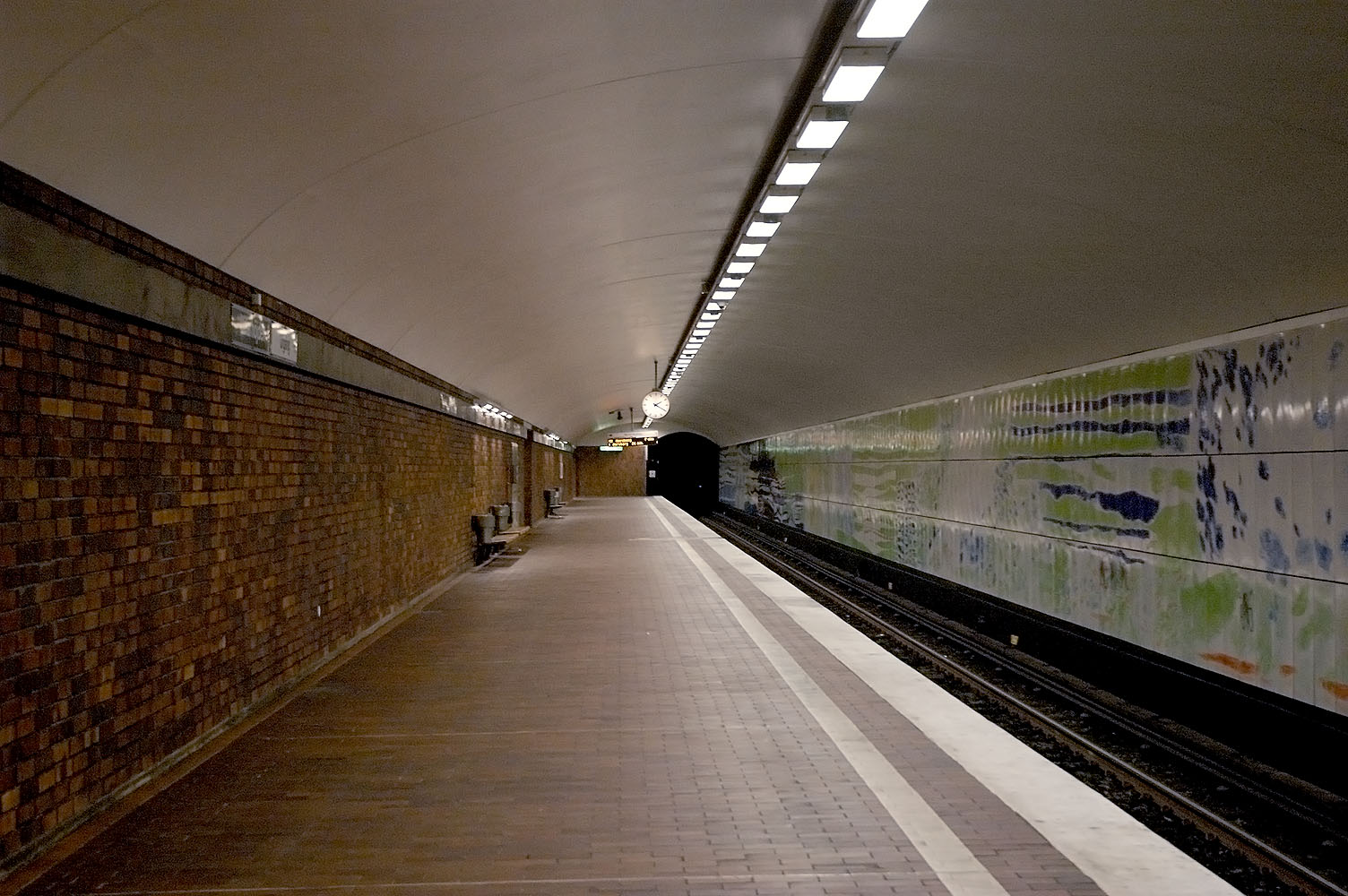
Perrongen